# Thutmose I.
Thutmose I. (řecky Téthmósis) byl třetím staroegyptským faraonem 18. dynastie, který vládl přibližně v letech 1504–1492 př. n. l. Na trůn usedl po smrti svého předchůdce Amenhotepa I. Jeho původ je nejasný, s největší pravděpodobností však nebyl synem Amenhotepa I. a svůj nástup na trůn legitimizoval sňatkem s Ahmose, jež byla dcerou Amenhotepa I. nebo jeho otce Ahmose I.
Během své vlády podnikl válečná tažení do Levanty a Núbie, díky čemuž rozšířil Egyptskou říši jako nikdo před ním. Stejně jako jeho předchůdci se Thutmose I. zabýval stavěním chrámů a monumentů. Nejvíce se však věnoval výstavbě v Amonově chrámu v Karnaku, kde na jeho stavby dohlížel architekt Ineni.
Byl pravděpodobně prvním králem, který si postavil hrobku v Údolí králů, avšak tento primát může patřit i jeho předchůdci Amenhotepovi I. Byl pohřben v hrobce KV20 a později přesunut do hrobky KV38. Po vyloupení hrobky byly jeho ostatky za vlády 21. dynastie přemístěny do skrýše v Dér el-Bahrí. Nástupcem Thutmose I. se stal jeho syn Thutmose II., jehož po smrti vystřídala na trůně královna Hatšepsut, dcera Thutmose I.

## Rodina

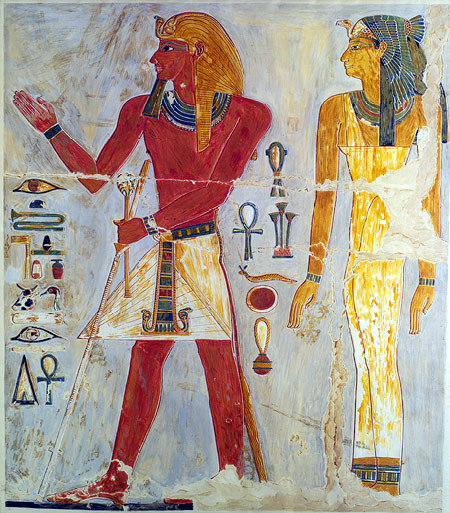
Thutmose se svojí matkou Senseneb; kopie reliéfu z Dér el-Bahrí

Thutmosův původ je nejasný, neboť jeho otcem s největší pravděpodobností nebyl Amenhotep I. Jeho matkou byla Senseneb, která neměla královský původ a nejspíše byla nižší manželkou či konkubínou. Spojitost s předchozími faraony vede pravděpodobně přes jeho manželku Ahmose, jež byla označována titulem „velká královská manželka“ a nejspíše byla dcerou Ahmose I. a sestrou Amenhotepa I. Ovšem i její původ je obestřen řadou nejasností, neboť v žádných písemných pramenech nebyla označena jako královská dcera, což řadu historiků vede k tomu, že byla ve skutečnosti Thutmosovou sestrou.
Za předpokladu, že byla královna Ahmose v příbuzenském vztahu s Amenhotepem I., je pravděpodobné, že jejich svazek vznikl za účelem zaručení Thutmosova nástupu na trůn. Tato teorie může být pravdivá ze dvou důvodů: Prvním z nich je Amenhotepova alabastrová bárka nalezená v Karnaku, na které se nacházelo jak Amenhotepovo, tak i Thutmosovo jméno. Tato bárka byla pravděpodobně postavena ještě za Amenhotepova života. Druhým důkazem pro tuto teorii je Thutmosův první syn Amenmos, kterého mu porodila jeho manželka královna Ahmose dávno předtím, než se stal králem. Amenmos byl vyobrazen na stéle pocházející ze čtvrtého roku Thutmosovy vlády, jak se účastní lovu nedaleko Mennoferu. Rovněž se stal „velkým vojenským velitelem svého otce“, a to nejpozději ve dvanáctém roce Thutmosovy vlády.
S manželkou Ahmose měl Thutmose I. dalšího syna Wadžmose a dvě dcery, Hatšepsut a Neferubitej. Wadžmos zemřel dříve než jeho otec a Neferubitej zemřela ještě jako malé dítě. Thutmose I. měl ještě jednoho syna, a to se svojí další manželkou Mutnofret. Tento syn, který je znám jako Thutmose II., se stal jeho nástupcem a oženil se s jeho dcerou Hatšepsut. V záznamech pocházejících z období vlády Hatšepsut se královna zmiňuje, že její otec určil za své nástupce Thutmose II. a právě královnu Hatšepsut. Přesto je tento výrok považován za pouhou Hatšepsutinu propagandu, kterou chtěla legitimizovat svůj nárok na trůn, když po smrti manžela převzala vládu.

## Období a délka vlády
Období Thutmosovy vlády lze odvodit od pozorování heliaktického východu hvězdy Sirius (den v roce, kdy hvězda poprvé vyjde nad obzor před východem Slunce), které proběhlo za vlády jeho předchůdce Amenhotepa I. Toto pozorování s největší pravděpodobností proběhlo v roce 1517 př. n. l., a to za předpokladu, že bylo provedeno z Vesetu, hlavního města tehdejší říše. Od tohoto data lze odvodit přibližný rok Amenhotepovy smrti a Thutmosův nástup na trůn, který proběhl přibližně v letech 1506 až 1504 př. n. l. Pokud by bylo pozorování prováděno z Mennoferu či Iunu, jak se menší část odborníků domnívá, Thutmose by usedl na trůn kolem roku 1526 př. n. l. Podle Manetha vládl Thutmose po dobu dvanácti let a devíti měsíců (nebo třinácti let). Thutmose I. tedy pravděpodobně vládl v letech 1506 až 1493 či 1504 až 1492 př. n. l. Za méně pravděpodobné je považováno období 1526 až 1513 př. n. l.

## Vojenské úspěchy

Největší územní rozsah starověkého Egypta, za vlády Thutmose I.

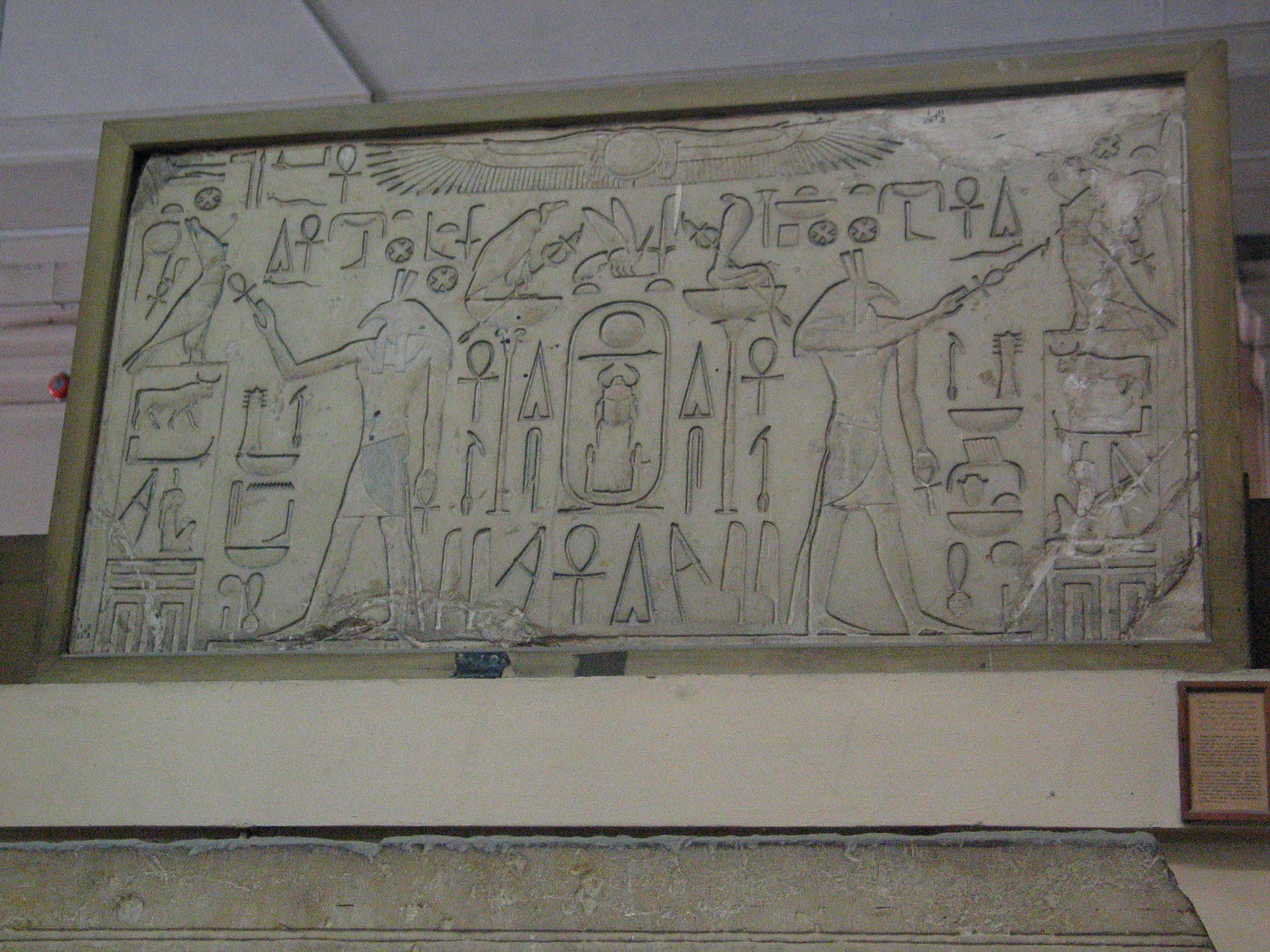
Stéla Thutmose I.

Po nástupu Thutmose I. na trůn propukly v Núbii protesty proti egyptské nadvládě. Podle textů pocházejících z hrobky vojáka Ahmose, syna Abany, se Thutmose I. vydal po Nilu na jih, kde v bitvě osobně zabil núbijského krále. Tělo zabitého krále bylo následně pověšeno na příď lodě, kde zůstalo po celou cestu zpět do Vesetu. Ahmose, syn Abany, tento návrat z Kermy (království v Núbii) popsal následovně: „Jeho Veličenstvo se plavilo na sever, všechny země mu ležely u nohou a onen poražený núbijský lučištník byl pověšen hlavou dolů na přídi lodě Jeho Veličenstva, až dosáhlo Karnaku“. Na druhou výpravu do Núbie se Thutmose vydal přibližně ve třetím roce své vlády. Během ní nařídil u prvního nilského kataraktu prohloubit kanál, který zde nechal vybudovat faraon 12. dynastie Senusret III. Tato úprava umožnila snáze cestovat proti proudu řeky z Egypta do Núbie, což pomohlo k začlenění Núbie pod Egyptskou říši.
V Tombu poblíž třetího nilského kataraktu nechal Thutmose vztyčit stélu, na které se zmiňuje o vybudování pevnosti v Tombu a rovněž popisuje vojenské úspěchy v oblasti třetího a čtvrtého kataraktu. Poté, co si zajistil kontrolu nad Núbií, vydal se na sever do oblasti Levanty. Během této válečné výpravy posunul severní hranice Egypta do takové vzdálenosti jako žádný jiný egyptský panovník před ním. Thutmose I. dokonce překročil řeku Eufrat a předpokládá se, že tento úspěch byl zaznamenán na stéle, kterou vztyčil nedaleko od města Karchemiš. Thutmose I. získal kontrolu nad oblastí Sýrie a syrská knížata egyptskému králi deklarovala věrnost. Avšak poté, co se král vrátil do Egypta, přestala platit tribut a začala stavět opevnění proti budoucím nájezdům.
Při svém návratu z vítězného tažení se zastavil poblíž Nije v Sýrii, kde uspořádal lov na slony. Záznamy o této výpravě však pochází pouze z hrobek Ahmose, syna Abany, a Ahmose Pennechbeta, které byly postaveny až o desetiletí později za vlády Thutmose III. Dokumenty z období vlády Thutmose I., které by popisovaly toto tažení, se nedochovaly. Důvodem, proč se Thutmose I. nevydal dále na sever, byla síla mitannské armády, které si byl král dobře vědom. Mezi těmito národy došlo za jeho vlády pouze k několika ojedinělým incidentům a Thutmose spíše útočil na jejich vazaly. Egyptská armáda měla v té době zcela jistě mnohem méně válečných vozů než Mitanni.
Během čtvrtého roku své vlády musel Thutmose čelit dalšímu povstání v Núbii. Při potlačování této rebelie posunul egyptské hranice ještě více na jih, o čemž svědčí nápisy nalezené jižně od Kurgusu, který se nacházel mezi čtvrtým a pátým kataraktem. Núbie se stala součástí Egyptské říše a na dalších pět set let ztratila svoji nezávislost.

## Stavební projekty

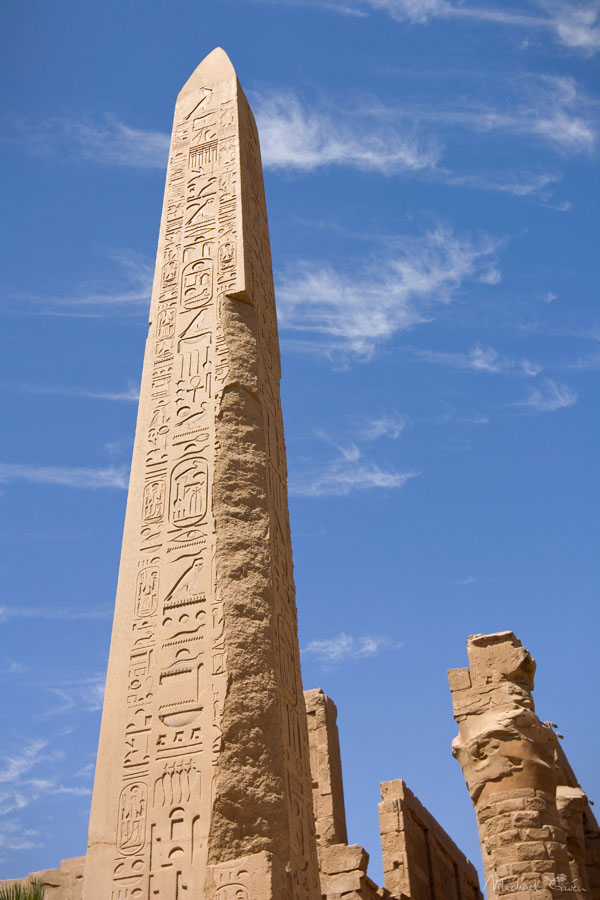
Obelisk Thutmose I. v Karnaku

Během své vlády nechal Thutmose I. postavit mnoho různých staveb a monumentů. Nejvíce se však věnoval výstavbě v Amonově chrámu v Karnaku, kde na jeho stavby dohlížel architekt Ineni, který pracoval i pro faraonova předchůdce Amenhotepa I. Před jeho nástupem na trůn se Karnak pravděpodobně skládal pouze z dlouhé cesty vedoucí k centrálnímu nádvoří, kterou lemovalo množství svatyň určených pro sluneční bárku.
Za Thutmosovy vlády však došlo k masivnímu rozšíření. Podél cesty vystavěl dva nové pylony (čtvrtý a pátý), rozšířil zdi a před pátým pylonem vztyčil dva stožáry. Mezi čtvrtým a pátým pylonem postavil hypostyl (sloupovou síň) se sloupy vyrobenými z cedrového dřeva. Za vlády Thutmose III. byly tyto dřevěné sloupy nahrazeny sloupy kamennými. Avšak nejméně dva sloupy nacházející se na severní straně byly nahrazeny již za vlády Thutmose I. Jeho dcera Hatšepsut nechala v hypostylové síni vztyčit dva své obelisky. Před čtvrtým pylonem vztyčil další čtyři stožáry a dva obelisky, přičemž jeden z nich nebyl popsán a stalo se tak až o padesát let později za vlády Thutmose III.
Kromě Karnaku stavěl Thutmose I. i v dalších tradičních lokalitách jako například na Elefantině, v Armantu, Ombu, Abydu, el-Hibe, Mennoferu či Gíze. V Abydu vztyčil stélu, která informovala o jeho darech Usirově chrámu, mezi kterými byly sochy a kultovní náčiní. Pozůstatky Thutmosových staveb byly taktéž nalezeny na území Horní a Dolní Núbie, konkrétně na ostrově Sai, v Semně, Buhénu, Aníbě, Kúbánu a Kasr Ibrímu. Pravděpodobně se však jednalo jen o menší cihlové stavby a stély.
Thutmose I. byl prvním králem, který byl prokazatelně pohřben v Údolí králů. Architekt Ineni byl tím, kdo byl pověřen výstavbou jeho hrobky a pravděpodobně i zádušního chrámu. Tento zádušní chrám však dosud nebyl nalezen. Je však možné, že byl začleněn do zádušního chrámu královny Hatšepsut v Dér el-Bahrí nebo byl při jeho výstavbě zbourán. Za Thutmosovu hrobku je považována KV38 v Údolí králů. V této hrobce byl nalezen žlutý kvarcitový sarkofág nesoucí jméno Thutmose I. Nicméně jeho tělo mohlo být za vlády Thutmose III. do této hrobky přesunuto z hrobky královny Hatšepsut (KV20), ve které byl rovněž nalezen sarkofág s jeho jménem.

## Úmrtí a pohřeb

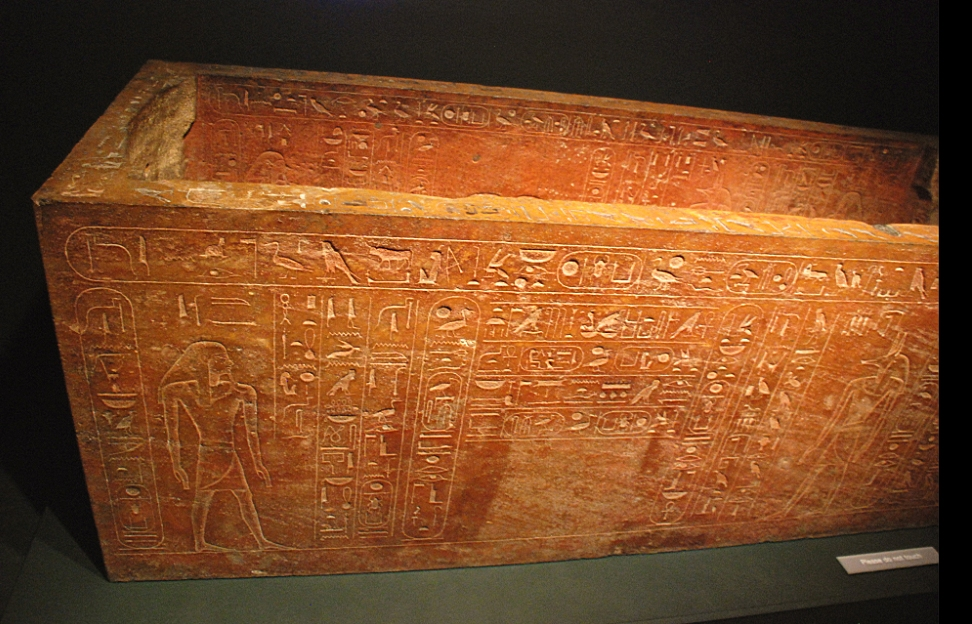
Sarkofág, který darovala královna Hatšepsut svému otci

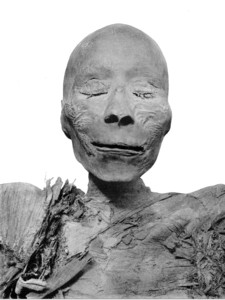
Mumie, která je spojována s osobou Thutmose I.

Thutmose I. byl pravděpodobně původně pohřben v hrobce KV20, kterou později sdílel se svojí dcerou Hatšepsut. Jeho tělo bylo později přesunuto do hrobky KV38, kterou pro něj nechal postavit jeho vnuk Thutmose III. Thutmose I. byl pravděpodobně prvním králem, který si postavil hrobku v Údolí králů, avšak tento primát může patřit i jeho předchůdci Amenhotepovi I. Poloha hrobky KV20 byla známa již od napoleonské expedice v roce 1799. V roce 1844 byla částečně prozkoumána pruským egyptologem Karlem Richardem Lepsiem, jehož expedice však odkryla pouze vrchní pasáže. Nicméně v následujících letech byla hrobka zasypána sutí a kameny a na své další vyklizení čekala až do roku 1904, kdy se této úlohy zhostil Howard Carter. Ten strávil dva roky jejím vyklízením, aby následně mohl vstoupit do dvojité pohřební komory.
Mezi rozbitými hliněnými a kamennými nádobami nalezl dvě vázy vyrobené pro královnu Ahmose-Nefertari, které byly součástí původní pohřební výbavy krále Thutmose I. Na jedné z nich se nacházel nápis, který oznamoval, že ji vyrobil Thutmose II. jako památku na svého otce. Rovněž další nádoby, které nesly jméno Thutmose I., byly vyrobeny jeho synem a nástupcem Thutmosem II. Stejně tak tomu bylo v případě kamenných váz, které nechal Thutmos II. vyrobit pro svoji manželku Hatšepsut, která se po jeho smrti stala faraonem. Některé fragmenty již nesly její královské jméno „Maatkare“, což znamenalo, že tyto výrobky mohly být vyrobeny až poté, co se ujala vlády.
Carter dále v pohřební komoře nalezl dva různé sarkofágy. Nacházel se zde krásně vyřezávaný sarkofág královny Hatšepsut, který byl otevřen a jeho víko bylo odhozené na podlaze. V současnosti je součástí sbírky Egyptského muzea v Káhiře. Druhý sarkofág byl převrácen na bok a jeho téměř nepoškozené víko bylo opřené o nedalekou zeď. Tento sarkofág byl darován Theodoru M. Davisovi jako poděkování za financování těchto vykopávek. Ten jej následně daroval bostonskému Muzeu výtvarných umění. Na tomto druhém kvarcitovém sarkofágu se původně nacházelo jméno „král Horního a Dolního Egypta, Maatkare Hatšepsut“., neboť byl vyroben právě pro královnu Hatšepsut. Ta se však rozhodla, že si pro sebe nechá vyrobit nový a tento darovala svému otci Thutmose I. Kameníci se tak pokusili vymazat původní nápisy, aby do něj mohli vytesat jména a tituly krále Thutmose I. Kvarcitový sarkofág měří na délku 213 cm, na šířku 91 cm a tloušťka jeho stěn je 12,7 cm. Na jeho stěnách se nachází text zaznamenávající Hatšepsutinu štědrost vůči jejímu otci:
„...dlouhý život ženskému Horovi ... královi Horního a Dolního Egypta Maatkare, synovi Rea, Hatšepsut Chenemet Amon. Nechť žije navždy. Vytvořila tento monument pro svého otce, kterého milovala, dobrého boha, pána obou zemí, Aacheperkarea, syna Reova, Thutmose“
Thutmose I. zde však po Hatšepsutině smrti nezůstal příliš dlouho. Thutmose III., který byl jejím nástupcem, se rozhodl, že svého dědečka znovu pochová do ještě velkolepější hrobky KV38, ve které byl nalezen další sarkofág, který mu daroval jeho vnuk. V textech nacházejících se na tomto sarkofágu vyhlašoval Thutmose III. svou náklonnost ke svému zesnulému dědečkovi. Avšak ani v této hrobce nebyl Thutmosovi dopřán věčný klid. Během 20. dynastie byla tato hrobka vyloupena, víko sarkofágu bylo rozbito a všechny královy cennosti a šperky byly odcizeny.
Thutmosovy ostatky se naposledy přesunuly na počátku 21. dynastie, kdy je vesetští kněží ukryli ve skrýši v Dér el-Bahrí, která se nacházela nedaleko zádušního chrámu královny Hatšepsut. Tato skrýš byla objevena v roce 1881 a obsahovala mumie dalších významných faraonů z období 18., 19., 20. a 21. dynastie. Původní Thutmosovu rakev si přivlastnil a následně použil faraon z 21. dynastie. Mumie Thutmose I. byla považována za ztracenou, avšak egyptolog Gaston Maspero přiřknul královi mumii, která je označovaná jako mumie #5283, jejíž rysy byly podobné ostatkům Thutmose II. a Thutmose III. Tato teorie byla podpořena dalším důkazem, podle kterého se použitá technika mumifikování používala během 18. dynastie v období po vládě faraona Ahmose I. Nicméně v roce 2007 tuto teorii vyvrátil egyptský egyptolog Zahi Hawass, když oznámil, že tělo patří přibližně třicetiletému muži, který zemřel po zásahu šípem do hrudi. Vzhledem k nízkému věku a způsobu úmrtí se tedy pravděpodobně nejedná o mumii krále Thutmose I.

## Jméno a královské tituly
|             |     |     |
| \| \| \| \| |     |     |
|             |     |     |
| G26         | F31 | S29 |

| G26 | F31 | S29 |

|             |     |     |
| \| \| \| \| |     |     |
|             |     |     |
| G26         | F31 | S29 |

| G26 | F31 | S29 |

|             |     |     |
| \| \| \| \| |     |     |
|             |     |     |
| G26         | F31 | S29 |

| G26 | F31 | S29 |

|             |     |     |
| \| \| \| \| |     |     |
|             |     |     |
| G26         | F31 | S29 |

| G26 | F31 | S29 |

|                |     |    |     |
| \| \| \| \| \| |     |    |     |
|                |     |    |     |
| N5             | O29 | L1 | D28 |

| N5 | O29 | L1 | D28 |

|                |     |    |     |
| \| \| \| \| \| |     |    |     |
|                |     |    |     |
| N5             | O29 | L1 | D28 |

| N5 | O29 | L1 | D28 |

|                |     |    |     |
| \| \| \| \| \| |     |    |     |
|                |     |    |     |
| N5             | O29 | L1 | D28 |

| N5 | O29 | L1 | D28 |

|                |     |    |     |
| \| \| \| \| \| |     |    |     |
|                |     |    |     |
| N5             | O29 | L1 | D28 |

| N5 | O29 | L1 | D28 |

| E1 · D40 | C10 | U6 | M17 | M17 |

| E1 · D40 | C10 | U6 | M17 | M17 |

| G16 | N28 · D36 | G17 | N35 · F20 | D21 · X1 | I13 | O29 · F9 | F9 |

| G16 | N28 · D36 | G17 | N35 · F20 | D21 · X1 | I13 | O29 · F9 | F9 |

| G8 | F35 | M4 | M4 | M4 | S29 | S34 | F34 · F34 · F34 |

| G8 | F35 | M4 | M4 | M4 | S29 | S34 | F34 · F34 · F34 |